# Баньяя, Франческо
Франче́ско «Пекко» Банья́я (итал. Francesco Bagnaia, род. 14 января 1997, Турин) — итальянский мотогонщик, выступающий в MotoGP за команду Ducati Lenovo Team. Двукратный чемпион мира в классе MotoGP (2022 и 2023), ранее победил на чемпионате мира Moto2 2018 года, выиграв восемь гонок в том сезоне. Стал вторым гонщиком из академии VR46, выигравшим титул чемпиона мира после Франко Морбиделли в 2017 году.

## Карьера

### Ранняя карьера
Родившийся в Турине, Баньяя уже давно добился успеха в Minimoto, выиграв чемпионат Европы по MiniGP в 2009 году. Дебютировал в чемпионате Средиземноморья перед GP 125 в составе команды Monlau Competicion в 2010 году и занял 2-е место в чемпионате. В 2011 году он принял участие в чемпионате Испании в категории 125сс, выиграв гонку и заняв третье место в итоговой таблице. В сезоне CEV Moto3 2012 года он выступал на Honda NSF250R и снова занял 3-е место в чемпионате после Алекса Маркеса и Луки Амато, одержав победу в гонке и два вторых места в семи гонках. Баньяя был принят в академию гонщиков VR46 и до сих пор работает на академию.

### Чемпионат мира Moto3
Дебютировал в Гран-при на чемпионате мира Moto3 2013 года, когда команда Team Italia FMI выступала на Honda вместе со своим товарищем по команде Романо ФД

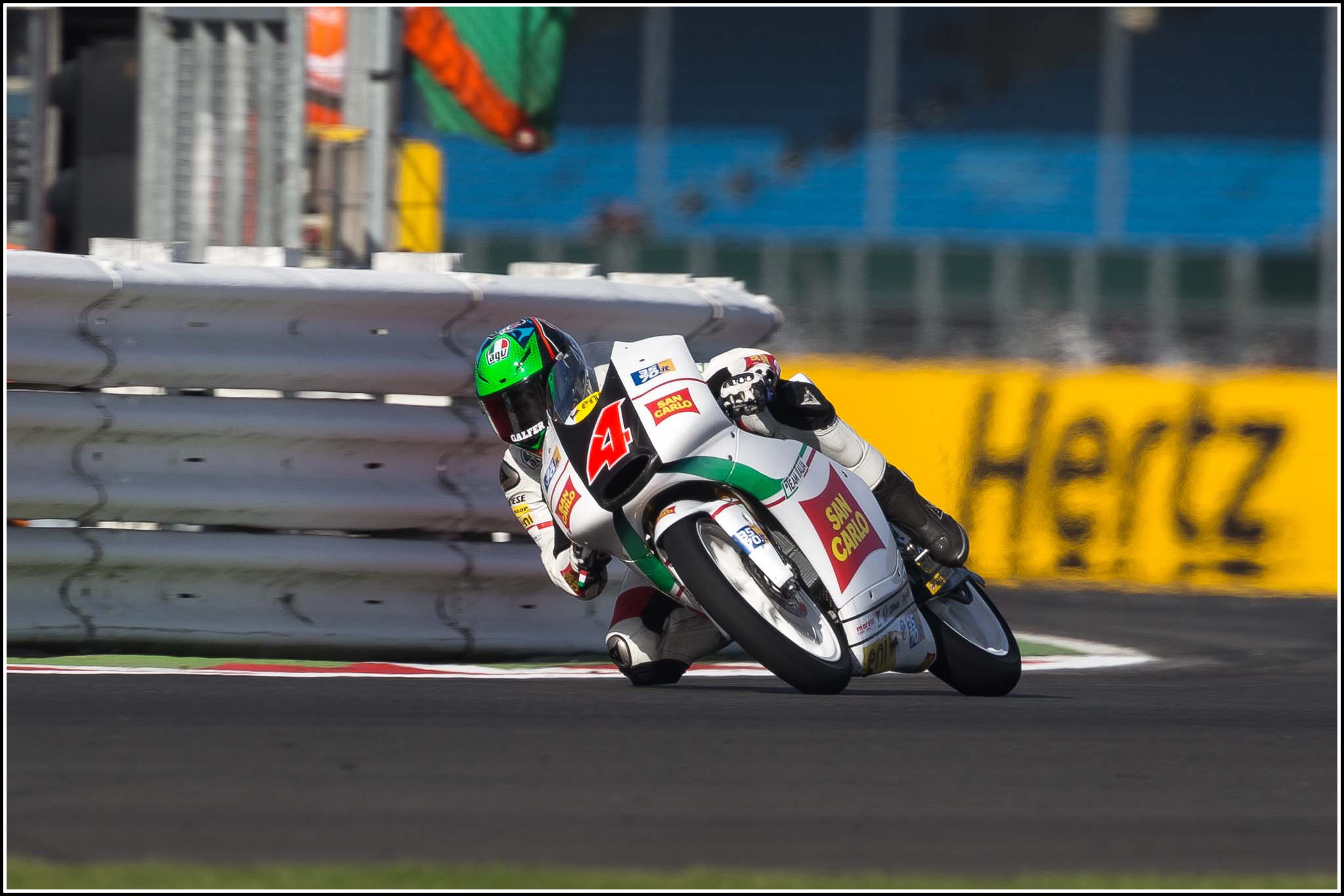
Баньяя на Гран-при Великобритании 2013 года

В 2014 году Баньяя сменил команду, присоединившись к недавно сформированной Sky Racing Team от VR46, снова катаясь на KTM с Романо Фенати. Не сумев набрать очки в своем первом сезоне, он добился явного прогресса, финишировав в первой десятке пять раз в течение первых 7 гонок, а его лучшим результатом стало 4-е место в Ле-Мане, где он также показал самый быстрый круг гонки. Баньяя пропустил гонки в Ассене и Заксенринге из-за травмы. Набрав 42 очка в первых 7 гонках кампании, Баньяя сильно просел во второй части сезона, финишировав в очках только дважды из последних 9 гонок, на что явно повлияла его травма. Он закончил сезон на 16-м месте с 50 очками.
В 2015 году снова сменил команду и мотоцикл, на этот раз присоединившись к Aspar на Mahindra, а новыми товарищами по команде стали Хуанфран Гевара и Хорхе Мартин. В пятой гонке сезона во Франции Баньяя получил свой первый подиум в Ле-Мане, закончив гонку на 3-м месте после Романо Фенати и Энеа Бастианини. В следующей гонке в Муджелло Баньяя финишировал 4-й, до подиума ему не хватило 0,003 секунды. Он был на пути к очередному подиуму в Сильверстоуне, но потерпел аварию за 2 круга до конца, борясь с Никколо Антонелли за 3-е место. 
Несмотря на то, что он улучшил свою позицию в чемпионате на две позиции и набрал на 26 очков больше, чем в предыдущем году, на новом байке третий сезон подряд, на этот раз на Mahindra, этот год все ещё был для него годом взлетом и падением. Баньяя финишировал в первой десятке только в пяти гонках. Он также упустил очки в семи гонках, в пяти из которых не классифицировался. Он закончил год на 14-м месте в турнирной таблице с 76 очками.
В 2016 году Баньяя начал сезон с подиума в Лусаиле и ещё одного подиума в Хересе, оба раза заняв 3-е место. В своей домашней гонке в Италии занял ещё одно 3-е место, опередив Никколо Антонелли на 0,006 секунды. 
После аварии в Барселоне одержал свою первую победу в Гран-при на исторической трассе Ассен, в своей 59-й гонке Moto3, а также первую победу в истории Mahindra. У него было четыре подиума в первых восьми гонках сезона, и он боролся за титул. После двух средних гонок и аварии в Брно Баньяя завоевал свой первый поул в пострадавшем от дождя Сильверстоуне и финишировал вторым после Брэда Биндера в захватывающей гонке. Баньяя выиграл свою вторую гонку в сезоне в Сепанге, победив комфортно и с большим отрывом после того, как Брэд Биндер, Джоан Мир и Лоренцо Далла Порта упали на одном и том же повороте в начале гонки, которая запомнилась несколькими авариями. Он закончил сезон со 145 очками и занял 4-е место в чемпионате Moto3 с 2 победами и 6 подиумами. У Баньяйи была возможность финишировать вторым на чемпионате мира после Брэда Биндера, но Габриэль Родриго выбил его как на острове Филиппа, так и в Валенсии. Родриго вытеснил Фабио Ди Джаннантонио в Австралии, который пошёл вниз и утянул за собой Баньяйю. В Валенсии Родриго совершил аварию с хайсайдом на первом круге, приближаясь к последнему повороту, избежать которую Баньяя не смог.

### Чемпионат мира Moto2

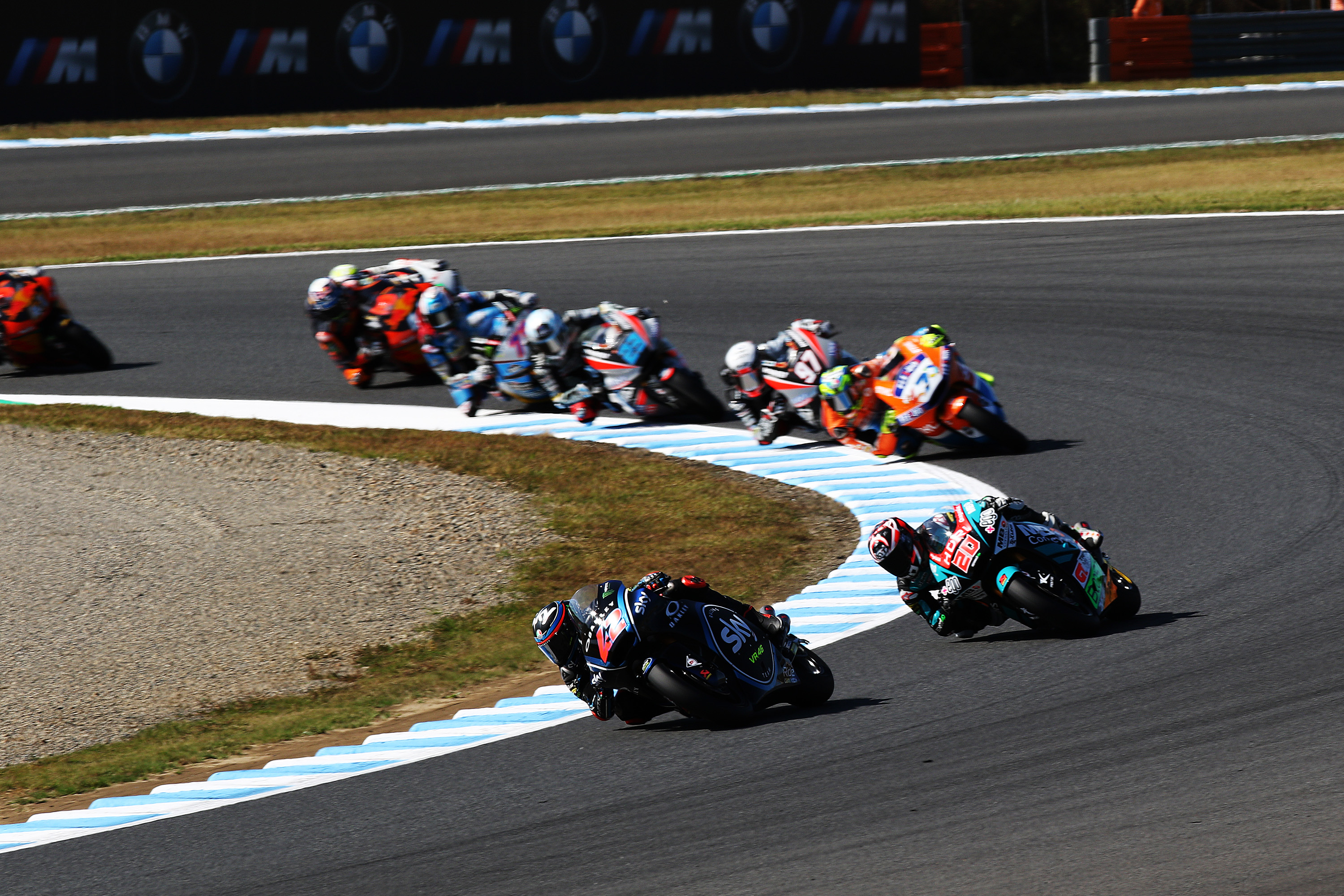
Баньяя лидирует в гонке на Гран-при Японии 2018

После 4 сезонов в категории Moto3 Баньяя перешёл в категорию Moto2 и начал выступать за команду Sky Racing Team VR46, где последний раз выступал в 2014 году. На чемпионате мира Moto2 2017 года его товарищем по команде стал Стефано Манзи. В своей четвёртой гонке Moto2 в Хересе Баньяя финишировал вторым. Он финишировал вторым и в следующей гонке, а также в Ле-Мане после того, как квалифицировался на 2-м месте, уступив поул-позицию Томасу Люти всего на 0,026 секунды. 
Баньяя занял третье место на Заксенринге, после Франко Морбиделли и Мигеля Оливейры. В Мизано Баньяя изначально финишировал 4-м после Доминика Эгертера, Томаса Люти и Хафижа Шяхрина, однако позже Эгертер был дисквалифицирован, в результате чего он занял 3-е место на своём четвёртом подиуме в сезоне. 
Он был признан лучшим новичком года в Moto2 после Гран-при Японии в Мотеги и закончил свой первый сезон с 174 очками, заняв 5-е место в турнирной таблице, набрав очки в 16 из 18 гонок.
Баньяя открыл сезон победой в Катаре, лидируя в гонке от старта до финиша. Он одержал вторую победу в Остине в тяжёлой борьбе с Алексом Маркесом, выиграв гонку с преимуществом в 2,4 секунды, а также установив самый быстрый круг в гонке. 
В Хересе финишировал третьим после Лоренцо Бальдассарри и Мигеля Оливейры, удержив позицию со стартовой решётки. Баньяя занял свою первую поул-позицию в Moto2 в Ле-Мане и, как и в гонке в Катаре, лидировал от старта до финиша. Эта победа также стала его третьим подиумом в Ле-Мане с 2015 года. 
Он одержал 4-ю победу в Ассене, начав гонку с поул-позиции и лидировал всю гонку. После квалификации третьим в стартовой решетке в Заксенринге Баньяя закончил гонку на 12-м месте, будучи вынужденным покинуть трассу вслед за Маттиа Пазини, который упал перед ним на последнем повороте второго круга. Несмотря на то, что он Баньяя скатился на 26-ю позицию, он отыграл четырнадцать мест за два круга, в том числе обогнав Алекса Маркеса на последнем повороте последнего круга. 
В Брно Баньяя финишировал третьим и уступил лидерство в чемпионате Оливейре, но быстро вернул себе лидерство в чемпионате в Австрии, выиграв свою пятую гонку в сезоне. Шестую гонку в сезоне он выиграл в Мизано с поул-позиции. 
Он занял 5-й подиум подряд в Бурираме, выиграв гонку со своим товарищем по команде Лукой Марини, занявшим второе место. Он одержал свою 8-ю победу в сезоне в Мотеги после того, как Фабио Куартараро, изначально выигравший гонку, был дисквалифицирован из-за низкого давления в шинах. После финиша 3-м в Сепанге он стал чемпионом мира Moto2, заняв 12-е место в сезоне, а его товарищ по команде Лука Марини также одержал свою первую победу в Moto2, что стало его 5-м подиумом в кампании.
Баньяя финишировал в каждой гонке Moto2, в которой он участвовал (всего 36 гонок). Он набрал очки в 34 из них и имел серию из 30 очков, начиная с Барселоны в 2017 году. Удачная полоса закончилась, когда он сошёл со своей первой гонки MotoGP в Лосайле.

### Чемпионат мира MotoGP

#### Прамак Рейсинг (2019–2020)

##### 2019
После двух сезонов в чемпионате категории Moto2 Баньяя получил возможность участвовать в чемпионате мира MotoGP 2019 года с Pramac Ducati. Ранее Pramac предлагал ему поехать в MotoGP в 2018 году после его звездного сезона новичка в 2017 году, когда он занял четыре подиума и занял 5-е место в чемпионате после Франко Морбиделли, Томаса Люти, Мигеля Оливейры и Алекса Маркеса, но Баньяя решил остаться ради возможности взять чемпионский титул. Он заменил итальянского гонщика Данило Петруччи, который перешёл в заводскую команду Ducati, заменив трехкратного чемпиона мира MotoGP Хорхе Лоренсо, который занял место, освобожденное Дани Педросой в Repsol Honda Team после того, как тот решил уйти в отставку после 13 сезонов в MotoGP, став официальным тест-райдером KTM.
Не сумев набрать очки в Катаре, где он сошёл с дистанции из-за повреждения переднего крыла, Баньяя взял свои первые два очка в чемпионате мира MotoGP, заняв 14-е место в Аргентине, начав гонку с 17-го места в стартовой решетке. 
Баньяя финишировал 9-м в Остине, после того, как Марк Маркес и Кэл Кратчлоу вылетели из гонки в разных авариях, а Маверик Виньялес и Джоан Мир были оштрафованы за прыжки со старта. Перед четвёртой гонкой в Хересе Баньяя трижды подряд финишировал на подиуме, начиная с сезона Moto3 2016 года. Он квалифицировался 10-м в стартовой решётке, но разбился на шестом круге, сражаясь с Полом Эспаргаро. 
В Ле-Мане, где Баньяя выиграл гонку Moto2 в 2018 году, он разбился на шестом круге после инцидента с Мавериком Виньялесом. В следующей гонке в Муджелло, своем домашнем Гран-при, Баньяя уверенно начал уик-энд. Он квалифицировался на 8-м месте в решётке. Однако он разбился в последнем повороте на 11-м круге, находясь на 7-м месте. Это был первый случай в карьере Баньяйи, когда ему не удалось финишировать в трёх гонках подряд, причём все с авариями. В Австрии у него был лучший гоночный уик-энд со времени его пребывания в Moto2, как с точки зрения его квалификации и старта с 5-го места в стартовой решётке, так и с точки зрения гоночного темпа, когда ему удалось пересечь финишную черту на 7-м месте. 
На острове Филиппа Баньяя закончил гонку на 4-м месте, что стало его лучшим результатом в сезоне, до подиума ему не хватило всего 0,055 секунды, которые он уступил товарищу по команде Ducati Джеку Миллеру. Баньяя завершил сезон новичка в высшем классе с 54 очками, заняв 15-е место в турнирной таблице. Он пропустил финальную гонку в Валенсии из-за травмы.

##### 2020
На сезон 2020 год Баньяя получил мотоцикл GP20, как и его товарищ по команде Джек Миллер. Однако в этом сезоне гонки постоянно откладывались или отменялись из-за пандемии COVID-19, первая гонка в MotoGP не проводилась до 19 июля в Хересе, а первая запланированная гонка в Лосаиле была отменена. Несмотря на это, Баньяя провел сильный первый уик-энд, квалифицировавшись 4-м в стартовой решетке и в конечном итоге завершив гонку на 7-м месте. В следующей гонке, состоявшейся в Хересе, Баньяя выступил даже сильнее, пройдя квалификацию в первом ряду стартовой сетки и заняв 3-е место. Но на 19-м круге, когда оставалось 6 кругов, он уверенно шёл вторым, на пути к первому подиуму ему пришлось сойти с дистанции из-за отказа двигателя. 
На следующий гоночный уик-энд в Брно Баньяя разбился во время FP1, сломав ногу, и поэтому он пропустил оставшуюся часть уик-энда и две следующие гонки, будучи замененным Микеле Пирро. Он вернулся на свою домашнюю гонку в Мизано, где занял свой первый подиум в своей карьере в MotoGP, заняв второе место после Франко Морбиделли, товарища по Академии VR46. Однако после своего первого подиума он немного сдал, набрав всего 8 очков в последних шести гонках и в конечном итоге завершив сезон на 16-м месте с 47 очками на счету.

#### Команда Ducati Lenovo (с 2021 г. по настоящее время)

##### 2021

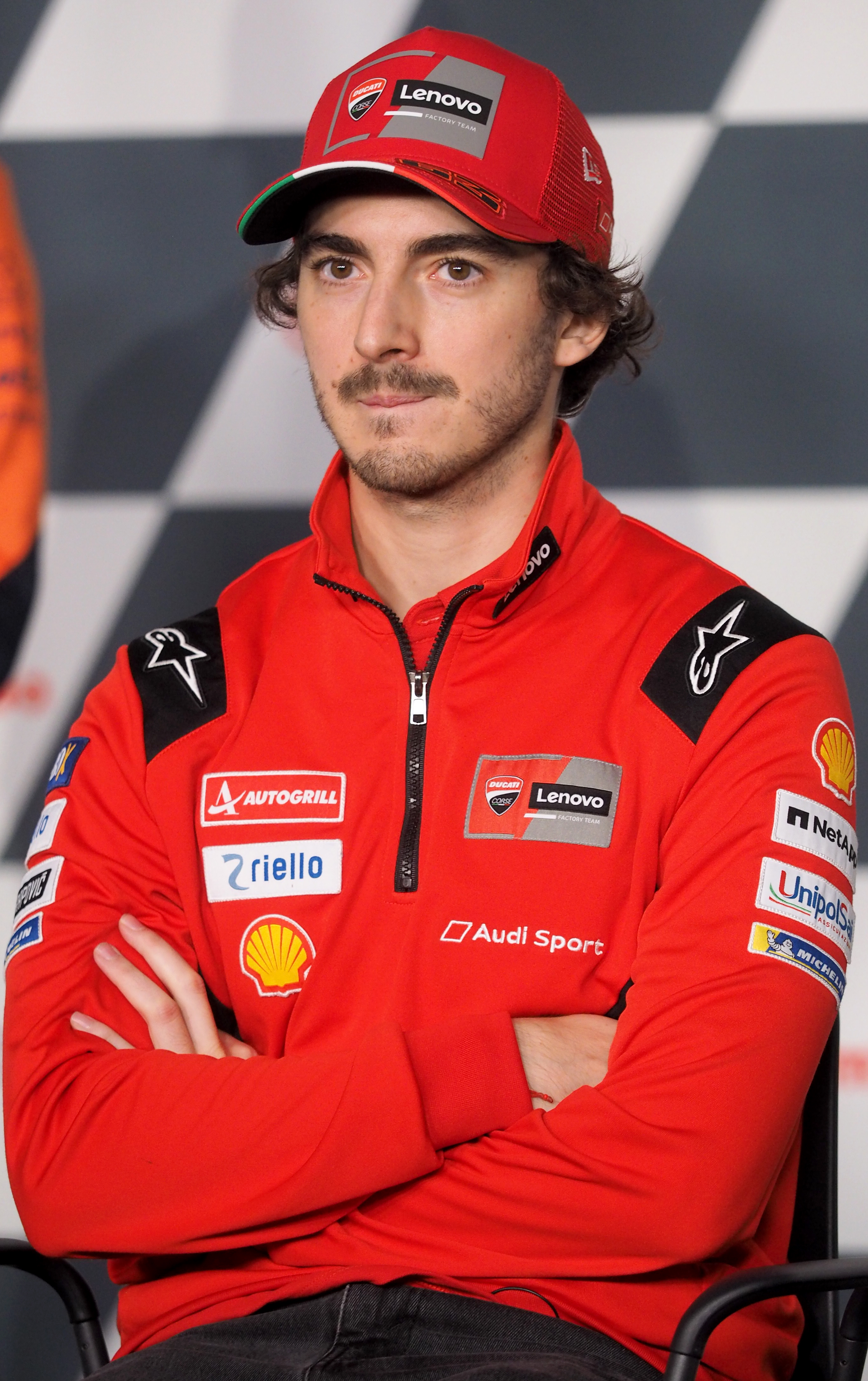
Баньяя на Гран-при Алгарве 2021 года

В 2021 году Багная перешёл в заводскую команду Ducati вместе с бывшим товарищем по команде Джеком Миллером. Он хорошо начал сезон, квалифицировавшись на поул-позицию, опередив товарища по команде Миллера и заводских гонщиков Yamaha Фабио Куартараро и Маверика Виньялеса на открытии сезона в Лосаиле. Это ознаменовало его первую поул-позицию в карьере MotoGP, а позже он финишировал третьим. Во второй гонке в Катаре Баньяя финишировал на 6-м месте. 
В Портимао он первоначально занял поул-позицию во время квалификации, однако его время круга было аннулировано из-за аварии Мигела Оливейры и жёлтого флага, что означало, что Баньяя начал гонку с 11-го места. Во время гонки он проложил себе путь к финишу на 2-е место после Фабио Куартараро, после того, как Джек Миллер, Алекс Ринс и Йоханн Зарко разбились. Он финишировал вторым и в следующий гоночный уик-энд в Хересе, заняв три подиума в четырёх гонках. В середине сезона он регулярно набирал очки, прежде чем занял второе место в Австрии. Баньяя одержал свою первую победу в премьер-классе в Арагоне, где установил рекорд в квалификации, и лидировал всю гонку, начиная с поула, успешно защитив семь обгонов Марка Маркеса на заключительных этапах гонки. Баньяя удалось повторить это достижение в следующие выходные в Римини; он побил рекорд круга, завоевав поул, и лидировал всю гонку, одержав вторую победу в MotoGP в своей карьере. Баньяя завоевал третью поул-позицию подряд в Остине и финишировал третьим, сократив лидерство Фабио Куартараро в чемпионате до 52 очков за три оставшихся гонки. В Мизано Баньяя продолжил свою невероятную серию, заняв поул-позицию, установив самый быстрый круг в гонке, прежде чем выпасть из лидеров за 5 кругов до финиша, обеспечив титул Фабио Куартараро. Однако это не помешало Баньяя завоевать пятую подряд поул-позицию в Портимао, что было сделано только в премьер-классе после изменения правил 1000cc Марком Маркесом в 2014 году и Фабио Куартараро ранее в этом сезоне . Он выиграл гонку в Портимао, а также завершил сезон в Валенсии, заняв второе место в чемпионате с 252 очками, с отставанием от чемпиона мира Фабио Куартараро на 26 очков.

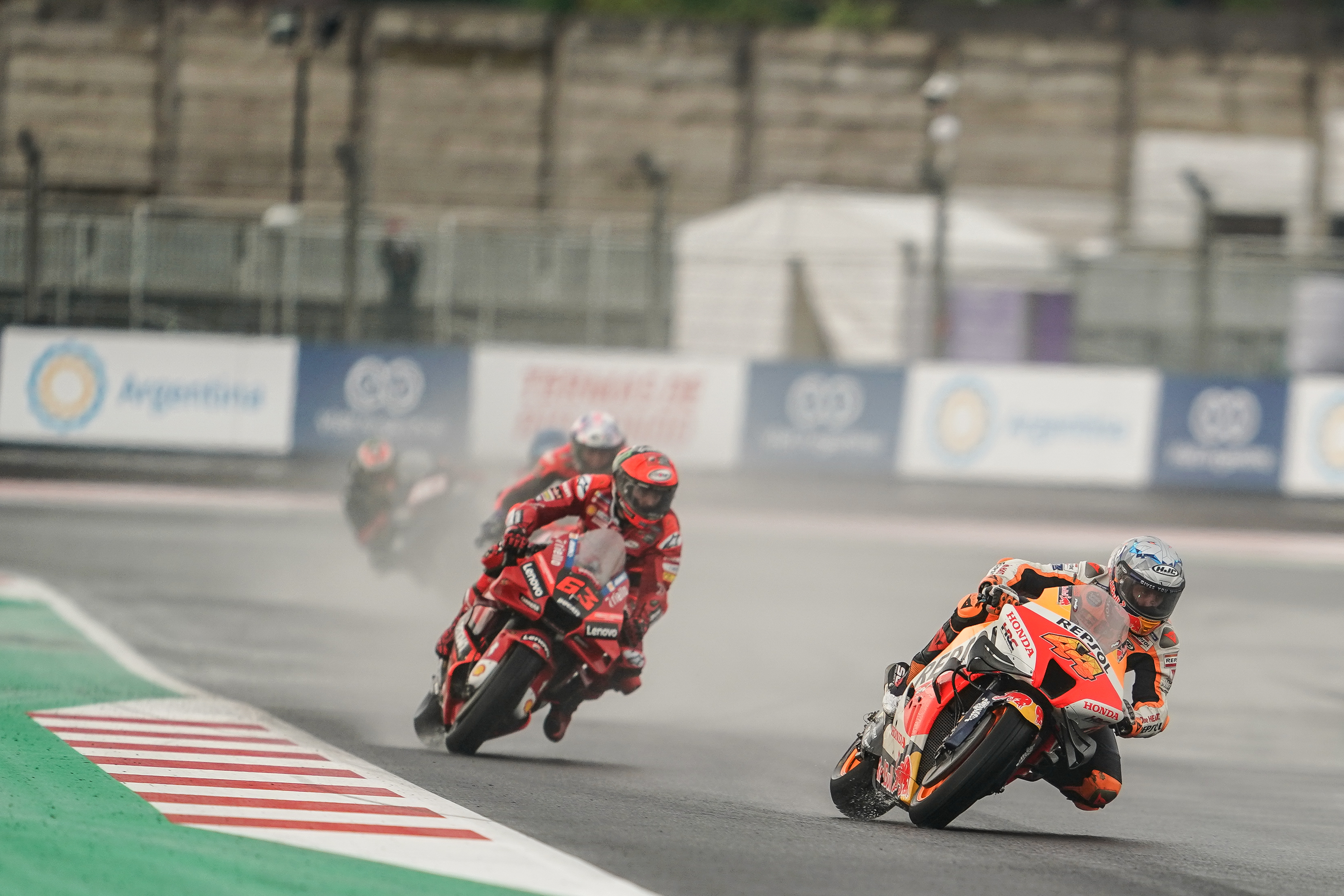
Баньяя (# 63) на Гран-при Индонезии 2022 года

##### 2022
В начале сезона 2022 года Баньяя, хорошо финишировавший в предыдущем году, был выбран фаворитом чемпионата на втором курсе от Ducati.
Он вылетел с 8-го места, обогнав победителя и коллегу по Ducati Хорхе Мартина на стартовой гонке в Лосаиле в Катаре. Во втором этапе сезона на мокрой трассе Мандалика Баньяя занял разочаровывающее 15-е место, набрав всего одно очко в первых двух гонках сезона.
Два пятых места на COTA и Гран-при Аргентины, а также восьмое место в Портимао последовали за ним до Хереса, трассы, на которой Баньяя добился успеха в начале своей карьеры. Он доминировал на выходных, заняв рекордную поул-позицию, а затем лидируя от начала до конца, выиграв второй турнир Большого шлема в своей карьере. В Ле-Мане Баньяя снова доминировал изначально, лидируя в большей части гонки, однако в конце концов его догнал Энеа Бастианини, который выиграл гонку, из которой Баньяя вылетел за семь кругов до финиша. Следующая гонка в Муджелло Баньяя началась более посредственно. В квалификации на 5-м месте он в конце концов обогнал Марко Безсекки, лидировав до конца гонки и одержав вторую победу в сезоне.
В Каталонии Баньяя шёл третьим и был одним из фаворитов на победу, но был выбит вместе с Алексом Ринсом Такааки Накагами на входе в первый поворот, гонку выиграл Фабио Куартараро. Надеясь восстановиться на Sachsenring Баньяя, однако поскользнулся идя 2-м на 3-м круге. Теперь он отставал от Куартараро, лидера чемпионата, на 91 очко, и ровно в середине сезона занимал 6-е место в чемпионате.
После той гонки наступил перелом. Баньяя выиграл следующие 4 гонки в Нидерландах, Великобритании, на Red Bull Ring и Мизано. Он вошёл в историю как первый гонщик Ducati и только четвёртый гонщик в эпоху MotoGP, сделавший это. Другие трое - многократные чемпионы мира Валентино Росси, Марк Маркес и Хорхе Лоренсо. Он набрал 61 очко на Фабио Куартараро в 4 гонках, набрав максимум 100 очков.
В Арагоне Баньяя стремился к пятой победе подряд, но ему пришлось довольствоваться вторым местом после Энеа Бастианини с отрывом всего в 0,042 секунды, поскольку его обогнали на последнем круге. В гонке, в которой Фабио Куартараро вылетел из-за столкновения с Марком Маркесом на первом круге, Баньяя снова удалось сократить отставание на 20 очков. Направляясь в Мотеги с отставанием в 10 очков.
На Гран-при Японии, идя на 9-й позиции сразу за Куартараро, Баньяя вылетел из гонки на последнем круге, что позволило Куартараро, закончившему гонку на 8-м месте, увеличить своё преимущество в чемпионате над Баньяя до 18 очков. В сезоне оставалось всего 4 гонки.
В Гран-при Таиланда в Бурираме и Гран-при Австралии на острове Филип Баньяя финишировал на 3-м месте, в то время как Куартараро не смог набрать очки в обоих случаях, в результате чего Баньяя опередил его на 14 очков за 2 гонки до конца сезона. 
На Гран-при Малайзии Баньяя мог бы выиграть чемпионат, если бы опередил Куартараро на 11 очков. Он одержал 7-ю победу в своём сезоне после неудачной квалификационной сессии, но Квартараро, занял 3-е место, означало, что судьба титула должна была решиться  в финальном заезде с преимуществом Баньяи в 23 очка.

##### 2023 год
Баньяя продолжит сотрудничество с Ducati в 2023 и 2024 годах вместе с новым товарищем по команде Энеа Бастианини, который заменит Джека Миллера.